# Ушмун
Ушмун — село в Газимуро-Заводском районе Забайкальского края России. Административный центр сельского поселения «Ушмунское».

## География
Село находится в юго-западной части района, на правом берегу реки Газимур, вблизи места впадения в неё реки Ушмун, на расстоянии примерно 12 километров (по прямой) к северу от села Газимурский Завод. Абсолютная высота — 668 метров над уровнем моря.
Климат
Климат характеризуется как резко континентальный с продолжительной морозной зимой и тёплым летом. Средняя температура воздуха самого холодного месяца (января) составляет от −28 °C до −30 °C; средняя температура самого тёплого месяца (июля) — 16 — 18 °C. Среднегодовое количество атмосферных осадков составляет 300—400 мм.
Часовой пояс
Село Ушмун находится в часовой зоне МСК+6. Смещение применяемого времени относительно UTC составляет +9:00.

## История
Основано приписными крестьянами в период между 1840 и 1850 годами на месте бывшего тунгусского улуса . По состоянию на 1851 год, в составе станицы Богдатской Забайкальского казачьего войска. В 1930 году, в ходе коллективизации, был образован колхоз имени М. И. Калинина. С 1961 года в селе находилась центральная усадьба совхоза «Ушмунский».

## Население
| 1989 | 2002 | 2010 | 2021 |
| ---- | ---- | ---- | ---- |
| 811  | ↘651 | ↘565 | ↘505 |

Половой состав
По данным Всероссийской переписи населения 2010 года в гендерной структуре населения мужчины составляли 47,8 %, женщины — соответственно 52,2 %.
Национальный состав
Согласно результатам переписи 2002 года, в национальной структуре населения русские составляли 100 % из 651 чел.

## Инфраструктура
В селе функционируют средняя общеобразовательная школа, детский сад, дом культуры, библиотека и фельдшерско-акушерский пункт.

## Улицы
Уличная сеть села состоит из десяти улиц.